# Mid-Waterford Coast SPA
Mid-Waterford Coast SPA este o arie protejată (arie de protecție specială avifaunistică — SPA) din Irlanda întinsă pe o suprafață de 937,06 ha, integral pe uscat.

## Localizare
Centrul sitului Mid-Waterford Coast SPA este situat la coordonatele 52°08′18″N 7°20′38″W / 52.138327°N 7.343759°V.

## Înființare
Situl Mid-Waterford Coast SPA a fost declarat arie de protecție specială avifaunistică în noiembrie 2006 pentru a proteja 4 specii de animale.

## Biodiversitate
Situată în ecoregiunea atlantică, aria protejată nu include niciun habitat protejat.
La baza desemnării sitului se află mai multe specii protejate de  păsări (4): șoim călător (Falco peregrinus), Larus argentatus, cormoran mare (Phalacrocorax carbo), Pyrrhocorax pyrrhocorax.